# Unbreakable (album Backstreet Boys)
Unbreakable – siódma płyta zespołu Backstreet Boys, wydana 29 października 2007 roku przez: Jive, Sony BMG Music Entertainment i Zomba Label Group. Członkowie zespołu są autorami 3 utworów umieszczonych na płycie. Alexander James McLean zadedykował ten album nieżyjącej już babci i dziadkowi: Ursuli i Adolphowi Fernandezom.

## Lista utworów
1. " Intro"
2. " Everything But Mine"
3. " Inconsolable"
4. " Something That I Already Know"
5. " Helpless When She Smiles"
6. " Any other Way"
7. " One In A Million"
8. " Panic"
9. " You Can Let Go"
10. " Trouble Is"
11. " Treat Me right"
12. " Love Will Keep You Up All Night"
13. " Unmistakable"
14. " Unsuspecting Sunday Afternoon"

### Dodatkowe utwory
1. " Downpour"
2. " In Pieces

## Single
- Inconsolable - 27 sierpnia 2007
- Helpless When She Smiles - 15 stycznia 2008